# Game Science
Game Science (chinois : 游戏科学 ; pinyin : Yóuxì Kēxué) est une entreprise chinoise de développement de jeux vidéo, fondée en 2014 et siégeant à Shenzhen.
Elle est connue pour le développement de l'action-RPG Black Myth: Wukong, sorti en 2024 et considéré comme l'une des premières productions AAA chinoises destinées à une publication internationale,.

## Historique
Game Science est fondé en 2014 à Shenzhen par d'anciens employés de Tencent qui œuvraient sur le MMORPG Asura Online. Le studio sort deux jeux mobile, 100 Heroes (2015) et Art of War: Red Tides (2016).
En 2018, une partie de l'équipe part à Hangzhou pour commencer le développement d'un plus gros projet, Black Myth: Wukong, un action-RPG inspiré du roman fantastique chinois du XVIe siècle La Pérégrination vers l'Ouest. À sa sortie, Black Myth: Wukong obtient la note de 82% sur Metacritic, moyenne obtenue sur 50 critiques.
Le studio est détenu à 20% par l'entreprise Hero Games, qui gère également la campagne marketing de Black Myth: Wukong.

## Controverse
En novembre 2023, une enquête du média vidéoludique IGN révèle qu'une culture sexiste règne chez Game Science, attestée dans les actes et les paroles individuels des employés, notamment des dirigeants, mais aussi dans les communications officielles du studio, telles que ses campagnes de recrutement, ou le fait que le logo du studio comporte un spermatozoïde. L'enquête remarque que si ces manquements ont fait relativement peu de vagues en Chine, où le gouvernement n'œuvre pas particulièrement à l'égalité entre les hommes et les femmes, l'équipe de développeurs risque en revanche de rencontrer des problèmes en s'exposant à la publication de leur jeu en Occident, où ils seront sous les feux d'une couverture médiatique et d'une perception culturelle auxquelles ils ne sont pas habitués. 
À la sortie du jeu, ces éléments ressortent en effet dans la presse occidentale, notamment par le biais de controverses liées au refus des dirigeants de Game Science de commenter les allégations de culture sexiste de leur studio, ou à des tentatives de censure des créateurs de contenu invités à tester le jeu,,. En Chine, Weibo affirme avoir suspendu 138 comptes pour avoir critiqué le studio.

## Jeux développés
| Année   | Jeu                                                                                  | Plate-formes                                  |
| ------- | ------------------------------------------------------------------------------------ | --------------------------------------------- |
| 2015    | 100 Heroes (chinois : 百將行 ; pinyin : Bǎi Jiāng Xíng)                              | Android, iOS                                  |
| 2016    | Art of War: Red Tides (chinois : 战争艺术：赤潮 ; pinyin : Zhànzhēng Yìshù: Chìcháo) | Android, iOS, Microsoft Windows               |
| 2024    | Black Myth: Wukong (chinois : 黑神话：悟空 ; pinyin : Hēishénhuà: Wùkōng)            | Microsoft Windows, PlayStation 5, Xbox Series |
| À venir | Black Myth: Zhong Kui (chinois : 黑神话：钟馗 ; pinyin : Hēishénhuà: Zhōng Kuí)      | Microsoft Windows, PlayStation 5, Xbox Series |